# クラティンデーン
クラティンデーン（タイ語: กระทิงแดง, RTGS: krathing daeng, 発音 [krà.tʰīŋ dɛ̄ːŋ]; Krating Daeng; 逐語訳は「赤い雄牛」または「赤いガウル」）は、チャリアオ・ユーウィッタヤーが開発した甘味料入りの無炭酸エナジードリンクである。東南アジア、東アジア、その他165か国で販売されている。チャリアオは東南アジアに生息する大型の野生のウシ「ガウル」（タイ語：กระทิง krathing）からこの飲料の名前をとった。クラティンデーンのロゴの2頭の雄牛は力を表わし、赤は忍耐を意味し、そして太陽はエネルギーを象徴している。2012年に88歳で亡くなったチャリアオは超億万長者となった。

## 歴史

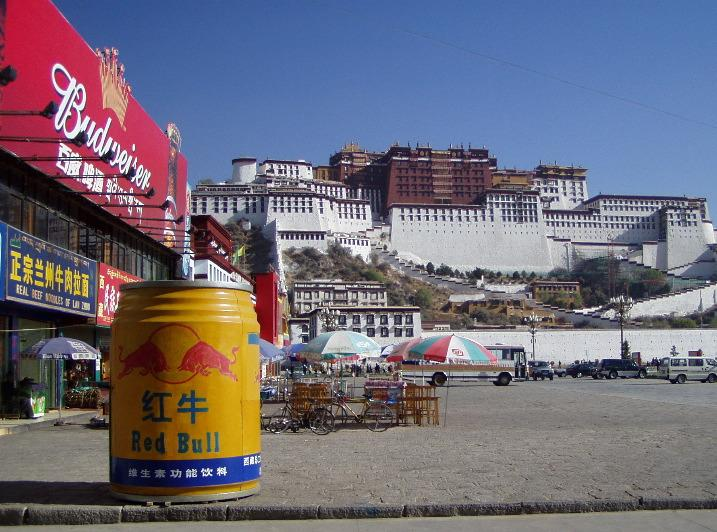
チベットのポタラ宮の前。レッドブルブランドのクラティンデーンの缶が飾られている。

クラティンデーンは1975年に考案された。水、サトウキビ糖、カフェイン、タウリン、イノシトール、ビタミンB群が含まれている。1976年にタイの農村部の労働者のための清涼飲料として導入された。現CEOのSaravoot Yoovidhyaによれば、「最初はあまり人気がなく」、「この商品は他の商品とは全く違っていたので、チャリアオは他の競合商品が集中している都市部ではなく、まず田舎の市場に焦点を当てた」。
労働者階級のイメージは、ムエタイの試合のスポンサーになることで高められ、2匹のレッドブルが突進し合うロゴがよく表示されていた。
クラティンデーンは、自国の市場であるタイではM-150に主導権を奪われ、同国のエナジードリンク市場では現在3位であり、2014年にはわずか7%の市場シェアしかなかった可能性もある。

## レッドブルとの関係
タイ市場向けの製品は、オーストリアの企業家ディートリッヒ・マテシッツが配合した世界的ブランド「レッドブル」とは別会社である。ドイツの歯磨き粉メーカー・ブレンダックスの国際マーケティング・ディレクターだったマテシッツは、1982年にタイを訪れ、クラティンデーンが自身の時差ぼけに効くことを発見した。マテシッツはチャリアオのT.C.ファーマシューティカルズと協力して、配合や成分を欧米人の好みに合わせて調整し、1987年に「レッドブル」を発売した。この2つの会社はよく間違えられるが、異なるターゲット市場に焦点を当てた別の事業体であり、互いに連携して運営されている。現在、レッドブル社はユーウィッタヤー家が株式の51%を保有しており、ユーウィッタヤー家はヨーロッパとアメリカでこの飲料の商標を所有している。

## 健康効果
クラティンデーンはレッドブルと同容量250ml缶でカフェインを80mg含む。

## 画像集

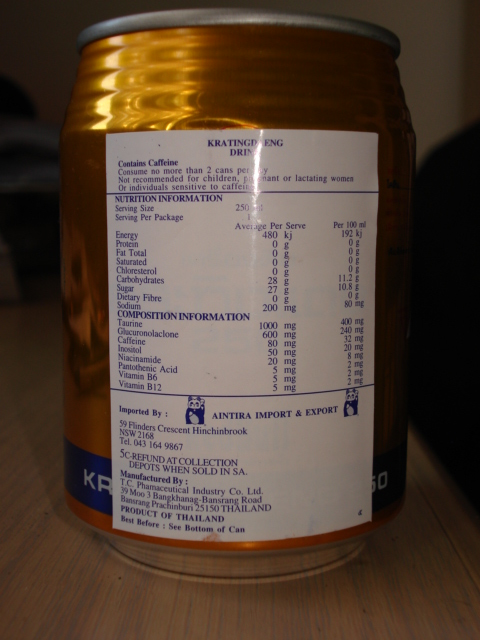
クラティンデーンの背面